# Ліччана-Нарді
Ліччана-Нарді (італ. Licciana Nardi) — муніципалітет в Італії, у регіоні Тоскана, провінція Масса-Каррара.
Ліччана-Нарді розташована на відстані близько 330 км на північний захід від Рима, 115 км на північний захід від Флоренції, 28 км на північ від Масси.
Населення — 4951 особа (2014).

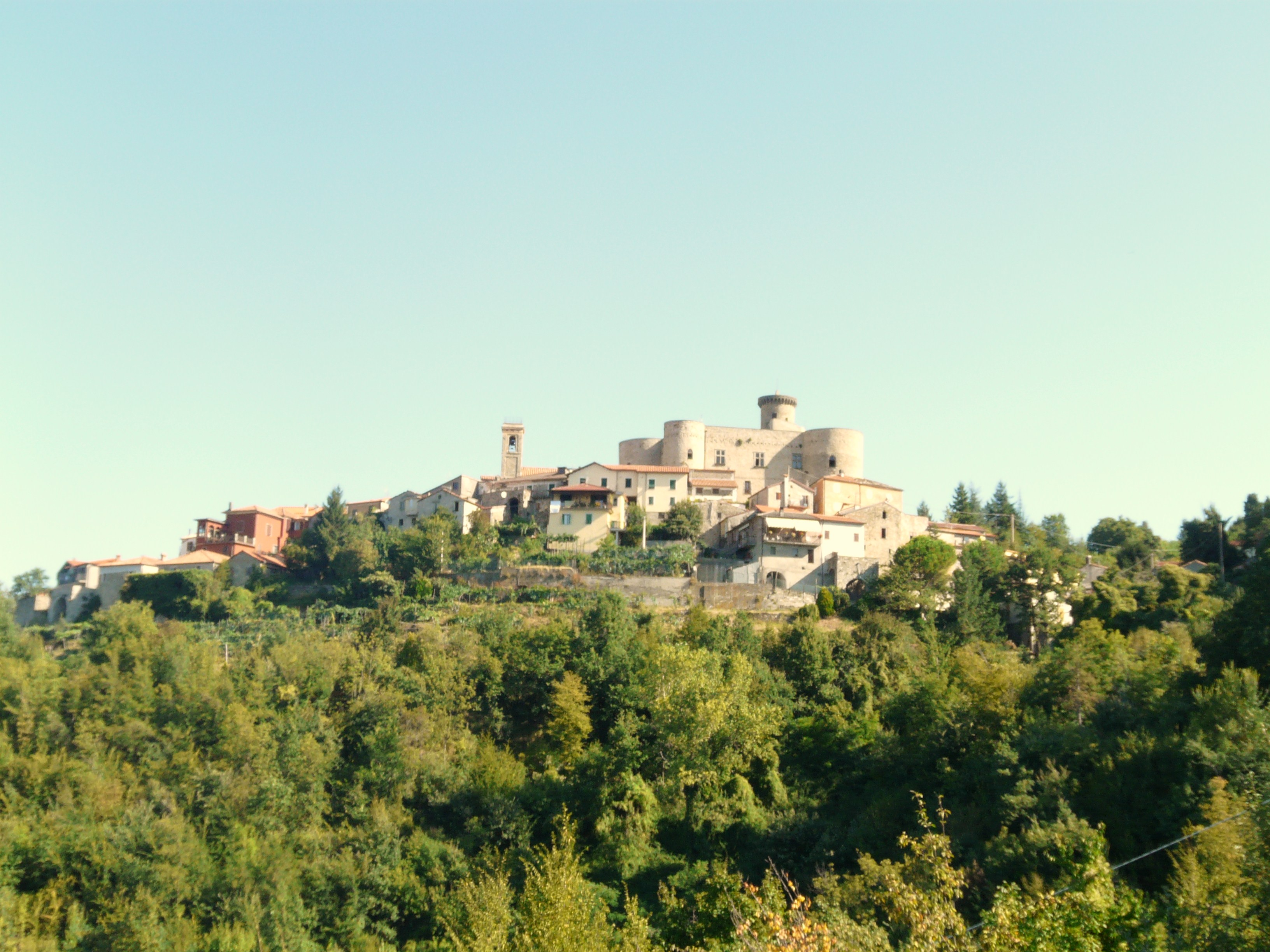

Щорічний фестиваль відбувається 25 липня. Покровитель — San Giacomo.

## Демографія
Населення за роками:

Станом на 1 січня 2023 року в муніципалітеті офіційно проживало 438 іноземців з 43 країн, серед них 140 громадян країн Євросоюзу та 22 громадяни України.

## Сусідні муніципалітети
- Аулла
- Баньоне
- Комано
- Фівіццано
- Монкьо-делле-Корті
- Поденцана
- Трезана
- Віллафранка-ін-Луніджана